# Herbinghen
Herbinghen (Nederlands: Herbingen) is een gemeente in het Franse departement Pas-de-Calais (regio Hauts-de-France) en telt 349 inwoners (2004). De plaats maakt deel uit van het arrondissement Calais.

## Geografie
De oppervlakte van Herbinghen bedraagt 4,3 km², de bevolkingsdichtheid is 81,2 inwoners per km².
De onderstaande kaart toont de ligging van Herbinghen met de belangrijkste infrastructuur en aangrenzende gemeenten.

## Demografie
Onderstaande figuur toont het verloop van het inwonertal (bron: INSEE-tellingen).